# Emmanuel Obbo
Emmanuel Obbo, né le 7 octobre 1952 à Nagongera Parish en Ouganda, est un prélat catholique ougandais, actuellement archevêque de Tororo.

## Biographie
Emmanuel Obbo est né le 7 octobre 1952 à Nagongera Parish de Pius Othieno et Pauline Awor, il a effectué le petit séminaire des apôtres de Jésus à Nadiket, puis entre dans la congrégation des apôtres de Jésus, fondée en 1968 en Ouganda pour l'évangélisation de l'Afrique noire. Il prononce sa profession le 8 décembre 1979. Il est ordonné prêtre le 13 décembre 1986 à l'âge de trente-quatre ans. Il étudie de 1980 à 1982 puis jusqu'en 1986 la théologie à l'école de philosophie et de théologie des apôtres de Jésus.  
De 1988 à 1991 il étudie à l'Université pontificale urbanienne, où il obtient une licence puis un doctorat en philosophie. En 1993 il devient vicaire général de la congrégation des Apôtres de Jésus.
Il est nommé par le pape Benoît XVI évêque de Soroti (en) le 27 juin 2007. L'évêque émérite de Soroti, Mgr Erasmus Wandera, le consacre évêque le 6 octobre de la même année. Le 2 janvier 2014, le nonce apostolique en Ouganda Mgr Michael August Blume, annonce sa nomination par le pape François, comme nouvel archevêque de Tororo en remplacement de Mgr Denis Kiwanuka Lote démissionnaire, il est aussi nommé administrateur apostolique de Soroti en attendant la nomination d'un successeur.